# Chlorek 11C-choliny
Chlorek 11C-choliny – chlorek choliny, w którym jedna z grup metylowych zawiera izotop promieniotwórczy węgla 11C. Jest radiofarmaceutykiem mającym zastosowanie w diagnostyce chorób, a także w obrazowaniu narządów z wykorzystaniem techniki pozytonowej tomografii emisyjnej (PET). Diagnostyczny punkt uchwytu stanowią określone narządy i tkanki, które wykazują zwiększone zapotrzebowanie na cholinę. Czas połowicznego rozpadu nuklidu 11C wynosi 20,4 min i emituje promieniowanie pozytonowe o maksymalnej energii 0,960 MeV. Podaje się ją dożylnie, zazwyczaj w ilości odpowiadającej 3,5–5 MBq/kg masy ciała.

## Mechanizm działania
Cholina jest jednym ze składników służącym do syntezy fosfolipidów błon komórkowych w ludzkim organizmie. Ponadto bierze udział w transporcie oraz metabolizmie lipidów i cholesterolu. Pod wpływem kinazy choliny ulega ona fosforylacji. W tkankach nowotworowych występuje zazwyczaj wzmożona ekspresja genów tego enzymu. Dlatego też następuje w nich zwiększony wychwyt 11C-choliny.

## Farmakokinetyka i toksyczność

### Dystrybucja
11C-Cholina ulega dystrybucji głównie do wątroby, nerek, jelita grubego, trzustki i śledziony.

### Metabolizm
11C-Cholina jest metabolizowana do 11C-betainy – głównego metabolitu we krwi. U pacjentów z zaburzeniami neurologicznymi lub z rakiem prostaty cząstkowa aktywność 11C-choliny i  11C-betainy w ludzkim osoczu tętniczym osiągnęła fazę plateau w przeciągu 25 min. Aktywność 11C-betainy odpowiadała 82 ±9% całkowitej aktywności izotopu11C.

### Eliminacja
Po podaniu dożylnym eliminacji z moczem ulega <2% podanej dawki 11C-choliny. Szybkość wydzielania 11C-choliny była równa 0,014 ml/min.

### Toksyczność
11C-Cholina jest radioaktywnym analogiem choliny, będącej naturalnym składnikiem błon komórkowych. Nie zaobserwowano efektów toksycznych.

## Zastosowanie
W Polsce chlorek 11C-choliny jest dopuszczony jako lek do:
- obrazowania podejrzeń wznowy raka gruczołu krokowego u pacjentów ze wzrastającym stężeniem swoistego antygenu sterczowego (PSA),
- oceny przerzutów do węzłów chłonnych lub przerzutów odległych w przebiegu procesu nowotworowego, w szczególności w raku gruczołu krokowego,
- oceny stopnia zaawansowania raka wątrobowo-komórkowego HCC i innych nowotworów wysoko zróżnicowanych.